# Зложенець
Зложенець (пол. Złożeniec) — село в Польщі, у гміні Пілиця Заверцянського повіту Сілезького воєводства.
Населення — 390 осіб (2011).
У 1975-1998 роках село належало до Катовицького воєводства.

## Демографія
Демографічна структура станом на 31 березня 2011 року:
|          | Загалом | Допрацездатний вік | Працездатний вік | Постпрацездатний вік |
| -------- | ------- | ------------------ | ---------------- | -------------------- |
| Чоловіки | 193     | 20                 | 146              | 27                   |
| Жінки    | 197     | 35                 | 98               | 64                   |
| Разом    | 390     | 55                 | 244              | 91                   |